# La Nueva República (journal)
Pour les articles homonymes, voir La Nouvelle République.
La Nueva República (traduit La Nouvelle République en français), sous-titré Organe du nationalisme argentin, est un journal nationaliste publié en Argentine du 1er décembre 1927 au 10 novembre 1931. Ce périodique est fortement inspiré de L'Action française de Charles Maurras. Le directeur de publication originel est Rodolfo Irazusta tandis que le rédacteur en chef était Ernesto Palacio. D'abord bimensuel, puis hebdomadaire, le journal devient quotidien durant quelque temps.

## Les collaborateurs
Les frères Rodolfo et Julio Irazusta, originaires d'une famille de notables de la province d’Entre Ríos, sont les fondateurs de La Nueva República. Rodolfo Irazusta, bercé par la politique dès sa jeunesse, était un journaliste né qui découvrit le nationalisme intégral de Charles Maurras au cours d'un voyage en Europe. Le rédacteur du journal Julio Irazusta fut lui aussi un infatigable lecteur de Maurras.
Ernesto Palacio était un admirable poète avec une formation littéraire, qui se convertit au catholicisme dans les années 1920 sous l'influence du thomiste César Pico. Il se soumet à la condamnation de l'Action française par la papauté en 1926.
Juan Emiliano Carulla était un médecin qui résidait à Buenos Aires. D'abord porté sur l'anarchisme, il se rapproche du nationalisme de L'Action française lorsqu'il se porte volontaire sur le front français lors de la Première Guerre mondiale. En 1925, il fonde une éphémère feuille nationaliste intitulée La Voz Nacional en plus d'être un collaborateur de Criterio.
Le journal réunit de jeunes intellectuels dont la plupart ont fréquenté les Cursos de Cultura Católica.

## L'influence de Maurras

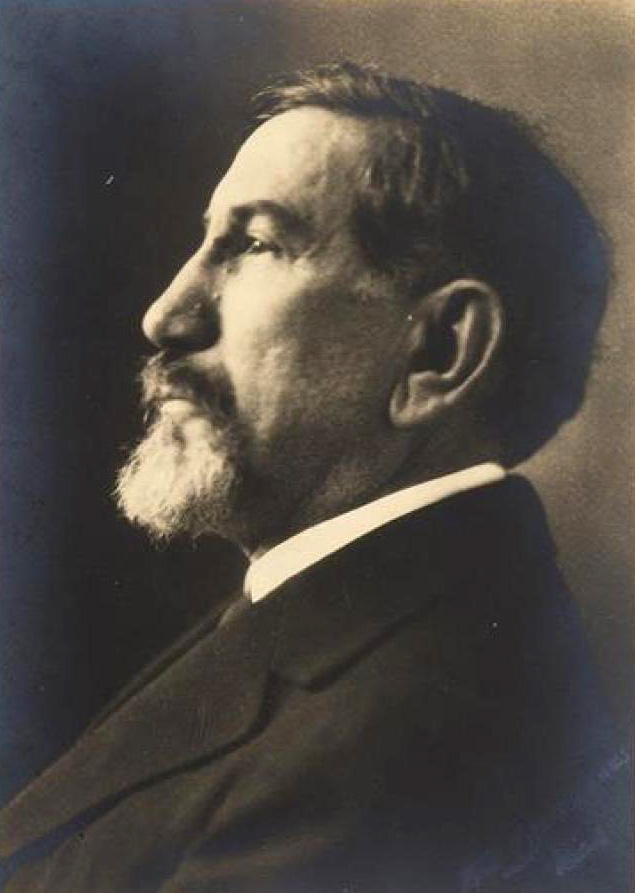
Portrait photographique de Charles Maurras par Frédéric Boissonnas vers 1920.

Le journal compte deux influences majeures à ses débuts : le primovérisme érigé comme un exemple de restauration autoritaire et l'Action française.

« Je ne laissai échapper de ce que signait Maurras, j’achetai ses livres, je m’imprégnai de la littérature du mouvement Action française et je tombai sous le charme de cette personnalité de l’auteur d’Enquête sur la Monarchie. »

— Julio Irazusta, Memórias. Historia de un historiador a la fuerza
Dans son premier numéro, La Nueva República donne le ton de sa ligne éditoriale politique. Les journalistes dénoncent la crise profonde d'ordre spirituel causée par les idéologies nées à partir de la Révolution française qui s'étaient diffusées dans les décennies antérieurs, surtout dans les classes dirigeantes et dans l'université, qui avaient produit la dégradation des hiérarchies dans la société argentine. Le journal attaquait particulièrement l'enseignement argentin à la suite de la promulgation de la loi 1420 de Julio Argentino Roca et la Réforme Universitaire. La Nueva República critique les partis et la presse populaire responsable de la diffusion de la démocratie et les journaux de gauche. Le quotidien entend organiser la Contre-Révolution en s'inspirant des modèles du général Primo de Rivera et de Benito Mussolini. Le journal devient le principal organe du national-catholicisme des années trente en Argentine et le « principal canal de réception des idées maurrassiennes ».
Santiago L. Copello, archevêque de Buenos Aires, compare La Nueva República à une « Action française argentine ».

## Coup d'État de 1930
En 1929, les groupes nationalistes de La Nueva República et La Fronda mènent une campagne de presse contre le président Hipólito Yrigoyen pour soutenir l’œuvre du général putschiste José Félix Uriburu. Elles fondent une Ligue républicaine calquée sur le modèle de la Ligue d'Action française. L'agitation provoquée permet d'initier le coup d'État de 1930.